# Lilian Odira
Lilian Odira (* 18. April 1999 in Migori) ist eine kenianische Mittelstreckenläuferin, die sich auf den 800-Meter-Lauf spezialisiert hat. 2024 wurde sie in Douala Vizeafrikameisterin über diese Distanz.

## Sportliche Laufbahn
Erste internationale Erfahrungen sammelte Lilian Odira im Jahr 2024, als sie bei den Afrikaspielen in Accra in 2:00,81 min den vierten Platz über 800 Meter belegte. Im Juni gewann sie dann bei den Afrikameisterschaften in Douala in 2:00,36 min die Silbermedaille hinter ihrer Landsfrau Sarah Moraa. Anschließend schied sie bei den Olympischen Sommerspielen in Paris mit 1:58,53 min im Halbfinale aus. Im Jahr darauf schied sie bei den Hallenweltmeisterschaften in Nanjing mit 2:16,12 min ebenfalls im Semifinale aus.
2024 wurde Odira kenianische Meisterin im 800-Meter-Lauf.

## Persönliche Bestzeiten
- 800 Meter: 1:58,53 min, 4. August 2024 in Paris
  - 800 Meter (Halle): 2:01,24 min, 15. Februar 2025 in Lyon